# Aleksandar Vulin
Aleksandar Vulin (Novi Sad, 2. listopada 1972.) srbijanski je političar, diplomirani pravnik, novinar, bivši zastupnik u Narodnoj skupštini Republike Srbije, bivši ministar obrane u Vladi Republike Srbije, bivši direktor Kancelarije za Kosovo i Metohiju u Vladi Republike Srbije i bivši ministar rada, zapošljavanja, boračkih i socijalnih pitanja u Vladi Republike Srbije od 2014. godine.

## Životopis
Obitelj Vulin podrijetlom je iz Bosne i Hercegovine. Osnovnu školu završio je u Novom Sadu, a gimnaziju u Srijemskim Karlovcima. Diplomirao je na Pravnom fakultetu u Novom Sadu.

## Politika
Političku karijeru započinje u Savezu komunista - Pokretu za Jugoslaviju (SK-PJ) gdje je obnašao i dužnost glavnog tajnika. Bio je jedan od osnivača Jugoslavenske ljevice, gdje je bio glasnogovornik i zamjenik predsjednika Direkcije JUL-a. Bio je i predsjednik "Jugoslavenske revolucionarne omladine". Godine 1998. podnio je ostavku na sve funkcije u JUL-u, nakon formiranja vlade SPS-a, SRS-a i JUL-a. Dvije godine kasnije osnovao je Partiju demokratske ljevice, koja je u lipnju 2002. godine, s Demokratskom socijalističkom partijom Milorada Vučelića, ušla u kolektivno članstvo SPS-a. Sa SPS-om razišao se 2006. godine, nakon afere „Kofer“. Bio je kolumnist listova „Svet“, „Nacional“, „Centar“, kao i politički komentator radija „Indeks“, a trenutačno je odgovorni urednik lista „Pečat”. Godine 2008. osnovao je Pokret socijalista, čiji je sadašnjii predsjednik. Godine 2014. imenovan je do strane Vlade Republike Srbije za predsjednika Savjeta za unapređenje položaja Roma i sprovođenje Dekade uključivanje Roma. Do tada je tu funkciju obnašao predsjednik Romske partije Srđan Šajn.
Vlada RH mu je u travnju 2018. godine zabranila ulazak na područje Hrvatske.

### Velikosrpsko povezivanje i "Srpski svet"
Tijekom 2021. godine, Vulin se prometnuo u jednog od vodećih zagovaratelja kontroverzne ideje "Srpskog sveta", koju u većini država bivše Jugoslavije kao i dijelu srpske javnosti gledaju kao na rebradniranu Veliku Srbiju. U lipnju 2021., komentirajući "Srpski svet", Vulin je izrazio i svoje mišljenje o Velikoj Srbiji izjavivši da: "Velike Srbije, nažalost, nikad nije bilo, u suprotnom bismo znali gde živimo i koji su naši etnički prostori" U sličnom tonu komentirao je Srpski svet i događaje u Crnoj Gori u rujnu iste godine izjavivši: "Onaj tko je priznao lažnu državu Kosovo, nema pravo pričati o nepovredivosti granica i mora biti spreman prihvatiti posljedice svojih odluka." , dodavši da "Načelo o nepovredivosti granica mora početi od Srbije." Srbijanski povjesničar Aleksandar Raković, također je ustvrdio da prema modelu Aleksandra Vulina, pod Srpskim svijetom podrazumijeva se zapravo državno povezivanje Srba.